# Bucht von Samaná

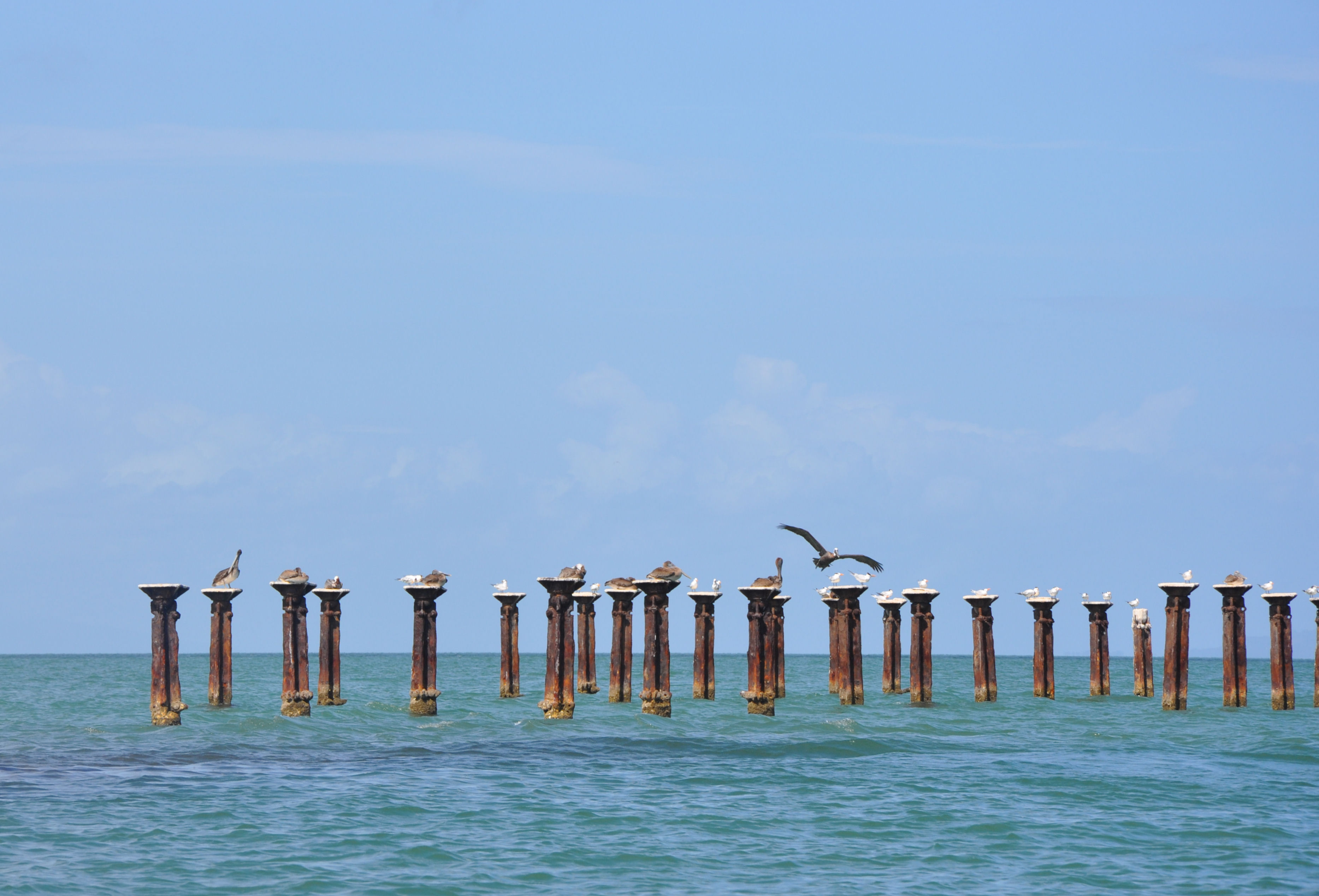
Ehemalige Hafenanlage im Los-Haitises-Nationalpark

Die Bucht von Samaná ist eine Meeresbucht im Nordosten der Dominikanischen Republik, die durch die sich an der Nordküste der Insel erstreckende Gebirgskette Cordillera Septentrional gebildet wird. Namensgebend ist die Stadt Samaná an der Nordküste der Bucht. Die beiden wichtigsten, von Westen kommenden Zuflüsse dieser acht bis zehn Kilometer breiten und etwa 40 Kilometer langen Bucht sind der Rio Barracote und der Río Yuna.
In der Südwestecke der Bucht befindet sich der Parque Nacional Los Haitises, der Heimat vieler Tierarten ist und etwa die doppelte Größe der Bucht von Samaná ausmacht. Die an der Küste wachsenden Mangrovenwälder sind die größten der Insel Hispaniola. Die Samaná-Bucht ist jeden Winter eine wichtige Region für das Kalben von Walen. In dem flachen, maximal 45 Meter tiefen Gewässer können die frisch geborenen Meeressäuger hier rasch an die Meeresoberfläche gelangen, um lebenswichtigen Sauerstoff zu atmen. In der Provinz Samaná ist Whale Watching ein wichtiger Geschäftszweig.

## Geschichte
Im Januar 1493 entdeckte Christoph Kolumbus bei seiner Erstbereisung der Karibik diese Bucht und nannte sie Golfo de las Flechas (Golf der Pfeile), weil er hier von den indigenen Taínos massiv angegriffen wurde.